# Mydrodoxa
Mydrodoxa là một chi bướm đêm thuộc họ Noctuidae.